# 新波里奇恰
49°14′9″N 26°36′4″E / 49.23583°N 26.60111°E
新波里奇恰（烏克蘭語：Нове Поріччя）是位於烏克蘭西部的村莊，由赫梅利尼茨基州裡赫梅利尼茨基區的霍羅多克市鎮負責管轄。該村始建於1762年，面積2.81平方公里，海拔高度311米，2001年人口660，人口密度每平方公里235.2人。